# كأس الدوري الإسباني
كأس الدوري الإسباني هي بطولة كرة قدم إسبانية رسمية، أنشئت في عام 1982 وألغيت عام 1986.
بسبب ضيق الوقت وكثرة الضغط والمباريات وبسبب نقص التمويل اللازم من الأندية المشاركة فإنها لم تستمر سوى أربعة مواسم حتى 1986 لتتوقف بعدها. بتحقيقهم كأس الدوري الإسباني حصل فريقين على الثنائية: برشلونة مع كأس الملك (1983) وريال مدريد مع كأس الاتحاد الأوروبي (1985). في جميع النهائيات الأربع، فاز الفريق الذي لعب مباراة الإياب على أرضه بالكأس.

## نظام البطولة
كانت البطولة شبيهة إلى حدٍ ما بنظام بطولة كأس الملك إذ أن جميع المُباريات تُلعب بنظام خروج المغلوب، بما في ذلك النهائي. في حال تعادلت النتيجة في مجموع مباراتي الذهاب والإياب فإن الفريقان يلجأن إلى الأشواط الإضافية وإذا استمرت النتيجة على ما هي عليه يلجأ الفريقان في النهاية إلى الضربات الترجيحية، وعلى عكس بطولة كاس الملك، فلم يكن يُطبق قانون أهداف خارج الديار في هذه البطولة.

## قائمة الفائزين
| العام | البطل           | الوصيف        |
| ----- | --------------- | ------------- |
| 1983  | نادي برشلونة    | ريال مدريد    |
| 1984  | ريال بلد الوليد | أتلتيكو مدريد |
| 1985  | ريال مدريد      | أتلتيكو مدريد |
| 1986  | نادي برشلونة    | ريال بيتيس    |